# Kup na Makedonija 2013-2014
La Coppa di Macedonia 2013-2014 (in macedone Куп на Македонија, Kup na Makedonija) è stata la ventiduesima edizione del torneo. La competizione è iniziata il 21 agosto 2013 ed è terminata il 7 maggio 2014. Il Rabotnički ha vinto il trofeo per la terza volta nella sua storia.

## Sedicesimi di finale
| Squadra 1           | Risultato | Squadra 2       |
| ------------------- | --------- | --------------- |
| 21 agosto 2013      |           |                 |
| Zajazi              | 2 – 4     | Vardar          |
| Lokomotiva Skopje   | 0 – 5     | Napredok        |
| Babi Štip           | 1 – 3     | Gostivar        |
| Karaorman           | 0 – 3     | Pelister        |
| Belasica            | 0 – 5     | Turnovo         |
| 11 Oktomvri         | 0 – 4     | Renova          |
| Mogila              | 2 - 3     | Sileks Kratovo  |
| Shkupi              | 0 – 3     | Teteks          |
| Korzo Prilep        | 0 – 1     | Metalurg Skopje |
| Miravci             | 3 – 0     | Rrufeja         |
| Borec Veles         | 1 – 2     | Drita Bogovinje |
| Ljuboten Tetovo     | 0 – 3     | Makedonija G.P. |
| Novaci              | 2 – 1     | Gorno Lisiče    |
| 22 agosto 2013      |           |                 |
| Rabotnik Djumajlija | 0 – 7     | Škendija        |
| Sateska Volino      | 0 – 3     | Bregalnica Štip |
| Karbinci            | 1 – 9     | Rabotnički      |

## Ottavi di finale
| Squadra 1                             | Totale          | Squadra 2       | Andata | Ritorno |
| ------------------------------------- | --------------- | --------------- | ------ | ------- |
| 18 settembre 2013 / 25 settembre 2013 |                 |                 |        |         |
| Metalurg Skopje                       | 2 – 2 (gfc)     | Vardar          | 1 – 0  | 1 – 2   |
| Turnovo                               | 1 – 1 (0-3 dcr) | Bregalnica Štip | 1 – 0  | 0 – 1   |
| Teteks                                | 4 – 4 (5-4 dcr) | Renova          | 2 – 2  | 2 – 2   |
| Pelister                              | 2 – 2 (3-2 dcr) | Miravci         | 2 – 0  | 0 – 2   |
| Rabotnički                            | 6 – 1           | Novaci          | 4 – 0  | 2 – 1   |
| Sileks Kratovo                        | 1 – 1 (7-8 dcr) | Drita Bogovinje | 1 – 0  | 0 – 1   |
| Gostivar                              | 2 – 4           | Napredok        | 0 – 3  | 2 – 1   |
| Škendija                              | 4 – 0           | Makedonija G.P. | 2 – 0  | 2 – 0   |

## Quarti di finale
| Squadra 1                          | Totale | Squadra 2       | Andata | Ritorno |
| ---------------------------------- | ------ | --------------- | ------ | ------- |
| 12 ottobre 2013 / 20 novembre 2013 |        |                 |        |         |
| Bregalnica Štip                    | 3 – 2  | Škendija        | 2 – 1  | 1 – 1   |
| 13 ottobre 2013 / 20 novembre 2013 |        |                 |        |         |
| Teteks                             | 2 – 1  | Napredok        | 0 – 0  | 2 – 1   |
| Drita Bogovinje                    | 1 – 10 | Metalurg Skopje | 0 – 3  | 1 – 7   |
| 13 ottobre 2013 / 4 dicembre 2013  |        |                 |        |         |
| Pelister                           | 1 – 2  | Rabotnički      | 1 – 0  | 0 – 2   |

## Semifinali
| Squadra 1                      | Totale          | Squadra 2       | Andata | Ritorno |
| ------------------------------ | --------------- | --------------- | ------ | ------- |
| 19 marzo 2014 / 16 aprile 2014 |                 |                 |        |         |
| Rabotnički                     | 2 – 2 (5-4 dcr) | Bregalnica Štip | 2 – 0  | 0 – 2   |
| Teteks                         | 0 – 1           | Metalurg Skopje | 0 – 0  | 0 – 1   |

## Finale
| Arbitro: | Dimitar Mechkarovski |

|                                  |           |  |
| Manevski 45’ (rig.) Petrov 90+1’ | Marcatori |  |